# Воскресенье (Костромская область)
Воскресе́нье — село в Буйском районе Костромской области России. Административный центр Воскресенского сельсовета до его упразднения, с 2009 года входит в состав Центрального сельского поселения. Расположено на северо-западе района, примерно в 9 км по прямой от города Буя.

## Название
Название села происходит от церкви Воскресения Христова, которая изначально была деревянной.

## География
Село находится в западной части Костромской области, в подзоне южной тайги, в пределах Галичско-Чухломской возвышенности. Расположено на правом берегу реки Корёги, у впадения в неё реки Кеги. Абсолютная высота — 123 метра над уровнем моря.

### Климат
Климат характеризуется как умеренно континентальный, с продолжительной холодной многоснежной зимой и коротким сравнительно тёплым летом. Среднегодовая температура воздуха — 2,6 °C. Средняя температура воздуха самого холодного месяца (января) — −12 °C (абсолютный минимум — −46 °C); самого тёплого месяца (июля) — 18,2 °C (абсолютный максимум — 35 °С). Безморозный период длится около 112—115 дней. Продолжительность периода активной вегетации растений (со среднесуточной температурой выше 10 °C) составляет примерно 125 дней. Годовое количество атмосферных осадков — 610 мм, из которых 424 мм выпадает в период с апреля по октябрь. Снежный покров держится в течение 150—160 дней.

### Часовой пояс
Село Воскресенье, как и вся Костромская область, находится в часовой зоне МСК (московское время). Смещение применяемого времени относительно UTC составляет +3:00.

## История
Село возникло при церкви Воскресения Христова. В 1789 году здесь была построена каменная Воскресенская церковь, а в 1844 году возвели вторую каменную церковь — во имя мучеников Флора и Лавра (Фроловскую).
Село Воскресенье стояло на старинном торговом тракте, соединявшем Буй и Любим. Административный центр Воскресенской волости Буйского уезда до 1917 года располагался не в самом селе, а в соседней деревне Воронцово. В окрестностях села по реке Кореге находились усадьбы мелкопоместных дворян. Существовала местная поговорка, отражавшая их многочисленность: «Чёрт в корзине нёс помещиков, да запнулся о корягу и опрокинул корзину, всех помещиков и высыпал».
До административных реформ 1920-х годов село входило в состав Воскресенской волости Буйского уезда Костромской губернии. Позднее стало центром Воскресенского сельсовета Буйского района. В 2009 году, после муниципальной реформы, Воскресенский сельсовет был упразднён, и село вошло в состав Центрального сельского поселения.

## Экономика
В селе ежегодно проводилась Фроловская ярмарка (приуроченная к дню памяти святых Флора и Лавра, 18 (31) августа), собиравшая до трёх тысяч человек. Основным товаром, который продавали местные крестьяне, было сливочное масло, а покупали они преимущественно лён, который в этой местности не выращивали.

## Известные личности
- Жадовская Юлия Валериановна (1824—1883) — русская поэтесса и писательница. Последние годы жизни провела в усадьбе Толстиково, находившейся близ села Воскресенье[4] (усадьба ранее принадлежала Готовцевым, предкам Жадовской по материнской линии[4]). Похоронена на местном кладбище[4].
- Перелешин Михаил Александрович (1818—1857) — русский контр-адмирал, герой Синопского сражения и обороны Севастополя, командовавший артиллерией на Малаховом кургане. Кавалер ордена Святого Георгия. Похоронен в селе Воскресенье[4].

## Население
| 2008 | 2010 | 2014 |
| ---- | ---- | ---- |
| 146  | ↘134 | ↗150 |

#### Национальный состав
Согласно результатам переписи 2002 года, в национальной структуре населения русские составляли 94 % от 150 жителей.